# Синилов, Кузьма Романович
Кузьма Романович Синилов (14 мая 1902 — 27 декабря 1957) — советский военачальник, военный комендант Москвы, генерал-лейтенант (1944).

## Биография

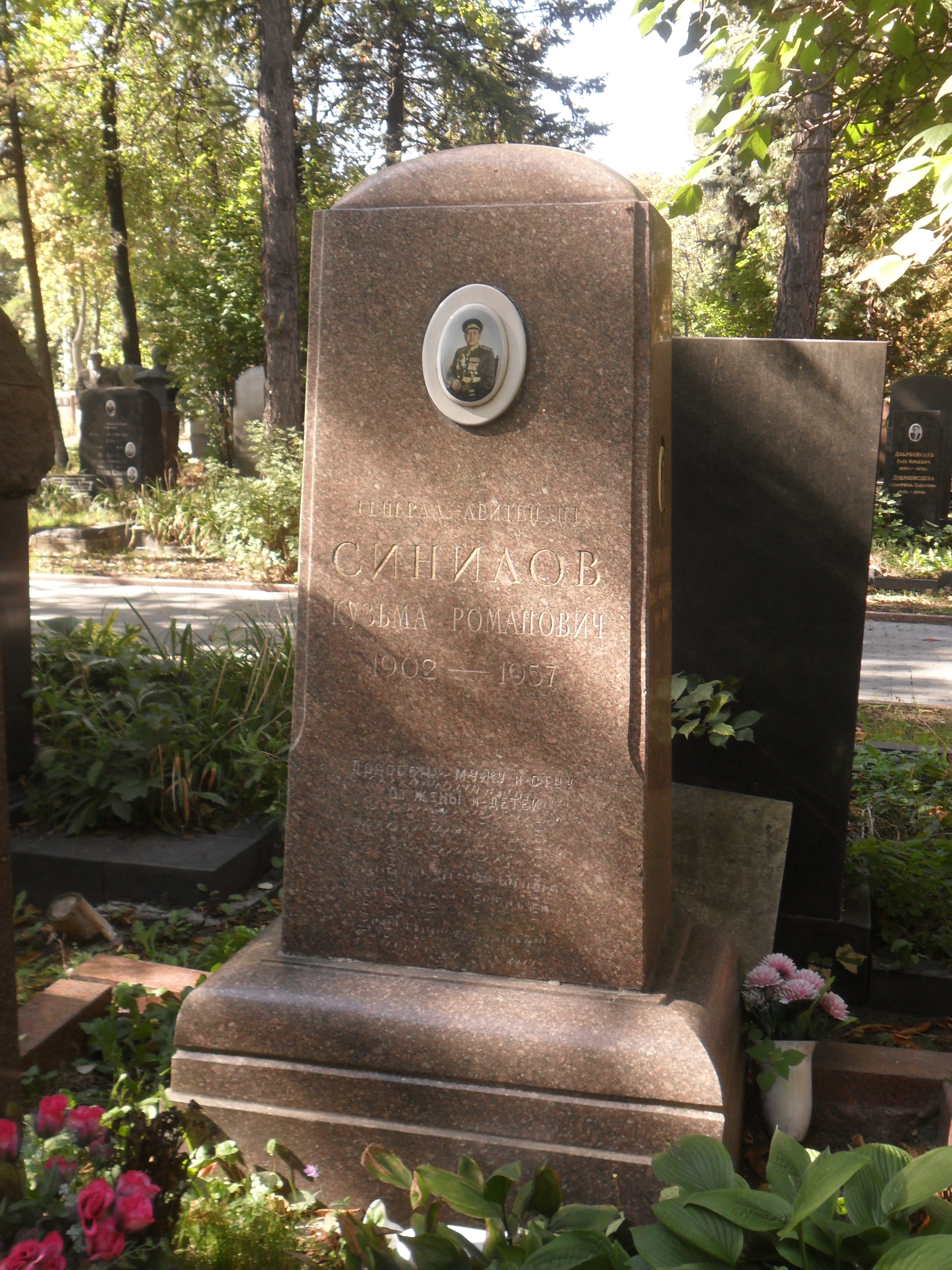
Могила Синилова на Новодевичьем кладбище Москвы.

Родился в семье белорусского крестьянина-бедняка, всего семья состояла из семи человек (братья Виктор, Степан, Еремей, сестра Мария). Член РКП(б) с 1920 года. Окончил трёхклассную сельскую школу, 2‑е Московские пехотные курсы (февраль 1921), 1‑ю Советскую объединённую школу РККА им. ВЦИК (1924), Военную академию РККА им. М. В. Фрунзе (1936). Работал батраком у кулаков с 1911 по 1916 год, чернорабочим на строительстве деревянного моста через Днепр до сентября 1917 года. В 1918 году был членом отряда самообороны.
Начал службу в 1919 в батальоне Особого корпуса войск ВЧК на Южном фронте, осенью того же года взводный Синилов был ранен. Воевал в составе 2-го пластунского полка 44-й стрелковой дивизии Сражался с петлюровцами и деникинцами, с бандами Махно, Зелёного и Ангела. В 1920 году воевал на Западном фронте против белополяков. Партийная организация кавалерийского дивизиона рекомендовала «курсанта Синилова К. для несения караульной службы на наиболее ответственных постах охраны Кремля», в том числе и на посту № 27, у квартиры В. И. Ленина. Затем служил в кавалерии на Дальнем Востоке, в Забайкалье. Участвовал в конфликте на КВЖД 1929 года. Командовал взводом связи 86-го Новозаволжского кавалерийского полка, эскадроном 91-го Забайкальского стрелкового полка, 87-го кавалерийского полка, 9-й Дальневосточной отдельной кавалерийской бригады.
С декабря 1930 в пограничных войсках ОГПУ, командовал кавалерийским дивизионом, штабом пограничного отряда, 53-м Даурским пограничным отрядом. 26 марта 1939 назначен начальником погранвойск новообразованного Мурманского пограничного округа. Совместно с первым секретарём Мурманского обкома ВКП (б) М.И.Старостиным они создавали укрепления Мурманского пограничного округа и Кандалакшского укрепрайона. Безуспешная попытка немецко-фашистских войск взять Мурманск в первые дни войны показала, что это было сделано вовремя и правильно. В дневнике М.И. Старостина впоследствии указывалось: «28 января 1942 г. Взятый в плен ефрейтор пехотного полка заявил: «Ваши действия на Мурманском направлении очень удачны. Можно утверждать, что это единственное место на фронте, где с самого начала войны наши части не сумели продвинуться вперед. Вы нанесли нам большие потери» На Кандалакшском направлении настроение солдат, судя по показаниям пленных, не лучше. Солдат, взятый в плен, показал: «Нам обещали взять Кандалакшу за 12 дней и дойти до Белого моря, но до сих пор не сумели этого сделать, хотя прошло уже 6 месяцев. Настроение солдат подавленное - они не ожидали такого упорного сопротивления русских»».
На первых после образования Мурманской области выборах 24 декабря 1939 года Кузьма Романович был избран депутатом Мурманского областного Совета депутатов трудящихся. Командовал Мурманским погранокругом до июля 1941.
Был переведён в Москву и формировал 2‑ю мотострелковую дивизию особого назначения войск НКВД, несшую гарнизонную службу, охрану порядка и оборонных объектов Москвы. Во время осадного положения в Москве был назначен военным комендантом столицы (с 20 октября 1941 года). Являлся организатором и руководителем подготовки Парада в ноябре 1941 и Парада Победы в Москве в июне 1945 годов.
В послевоенные годы Синилов возглавлял Всесоюзную федерацию классической борьбы. Был покровителем шахматистов, нередко сыграть партию-другую к нему на московскую квартиру или на дачу заезжал будущий чемпион мира международный гроссмейстер В. В. Смыслов. А ещё у него был прекрасный голос, тенор И. С. Козловский однажды попросил Кузьму Романовича спеть арию. В сентябре 1953 перевели в распоряжение командующего Сибирским военным округом. Стал старшим преподавателем военной кафедры Сибирского лесотехнического института, с декабря того же года руководил военной кафедрой сначала в Рязанском сельскохозяйственном институте, а с октября 1954 в Московском экономико-статистическом институте. В конце 1957 его не стало, похоронен на Новодевичьем кладбище.

## Семья
На одном из концертов художественной самодеятельности (был по совместительству ещё и руководителем Дома культуры Спасского гарнизона) познакомился с будущей женой Раисой Фёдоровной Бондарь (1902—?), впоследствии родившей ему двух дочерей (Нинель, Галина) и двух сыновей-близнецов (Алексей и Константин).

## Воинские звания
- Капитан (14.03.1936);
- майор;
- полковник (29.11.1938);
- комбриг (1.04.1939);
- генерал-майор (4.06.1940);
- генерал-лейтенант (2.11.1944).

## Награды
- орден Ленина (21.02.1945)
- 4 ордена Красного Знамени (31.10.1930, 26.04.1942, 3.11.1944, 15.11.1950)
- 2 ордена Отечественной войны I степени (4.06.1944, 6.09.1947)
- орден Красной Звезды (26.04.1940)
- медали:
  - 20 лет РККА (22.02.1938)
  - За оборону Москвы (1.05.1944)
  - За оборону Советского Заполярья (5.12.1944)
- знак «Заслуженный работник НКВД» (1940)
- именной пистолет «маузер» (ноябрь 1928)[7]
- орден Белого Льва II степени (Чехословакия)
- Военный крест 1939—1945 гг. (Чехословакия)
- Командорский крест ордена Возрождения Польши